# Prostitución en la República de China
Este artículo se refiere a la prostitución en la República de China (Taiwán). Ver también Prostitución en Hong Kong, Prostitución en Macao y Prostitución en China continental.
La prostitución en Taiwán es actualmente ilegal. Antes de 1997, era legal pero estaba sometida a una regulación gubernamental. La concesión de licencias para nuevos burdeles fue detenida en 1974 estando prohibida la transferencia de las licencias. En 1997 la prostitución fue declarada ilegal por la Ayuntamiento de la Ciudad de Taipéi. El alcalde en aquella época era Chen Shui-bian, que firmó la ley y desató la ira de los trabajadores del sexo. Sin embargo, la ley fue aprobada por la mayoría de los habitantes de Taipéi. Los antiguos trabajadores con licencia fundaron el Colectivo de Trabajadores del Sexo y partidarios para ayudar a los trabajadores del sexo de mediana edad y solicitar la vuelta a la legalización. 
Taiwán ha sido el destino de las redes de tráfico de mujeres para la prostitución provenientes de la China continental, Vietnam y Tailandia. Las mujeres taiwanesas también han sido vendidas a Yakuza en Japón por redes mafiosas internacionales. 
Los "Burdeles flotantes" son un negocio en expansión a lo largo de la costa de Quemoy, justo donde no puede llegar la guardia costera de la República Popular China.
- Datos: Q5476398